# Claude Cazes
Pour les articles homonymes, voir Cazes.
Guillaume Cazes, dit A.-G. Claude ou Claude Cazes, né le 20 mai 1850 à Fleurance (Gers) et mort le 5 janvier 1901 à Ollioules (Var), est un journaliste français.

## Biographie
Né à Fleurance, au lieu-dit La Tuilerie, le 20 mai 1850, Austrogisile Guillaume Cazes est le fils de Marie Carbonnau, ménagère, et de Guillaume Cazes, boulanger. Il est le frère cadet d'Émilien Cazes et l'aîné de Thierry Cazes.
Entré dans le journalisme dès les années 1870 sous le nom de plume « A.-G. Claude », Cazes collabore au Progrès de Lyon puis prend la direction du Républicain de l'Isère à Grenoble en 1881. En 1886, il succède à Théophile Bergès en tant que rédacteur en chef du Progrès du Nord de Lille.
Le 3 décembre 1887, il épouse Maria-Justine Pollet, fille du vétérinaire lillois Jules-Alfred Pollet. Le couple a un fils, Daniel Cazes (1889-1980), qui s'illustrera dans la magistrature.
Républicain de longue date et opposant déterminé au boulangisme,, A.-G. Claude est le premier rédacteur en chef du Réveil du Nord, fondé en 1889. Il fait évoluer ce journal du radicalisme au socialisme au début des années 1890, à l'époque où son frère Thierry est élu député du Gers.
Souffrant de surmenage, Claude Cazes met fin à sa carrière de journaliste en janvier 1896. Le 21 avril de la même année, il est nommé percepteur de 2e classe à Sailly-Saillisel (Somme) en qualité de « professeur » et « ancien militaire ». Cette nomination est critiquée par le Journal des débats, qui y voit un acte de favoritisme in extremis du ministre des Finances du gouvernement Léon Bourgeois, Paul Doumer,.
Non installé à son poste dans la Somme, il est muté quelques semaines plus tard dans le Var, à Saint-Maximin puis à Ollioules, une petite ville proche de la mer Méditerranée où il s'installe définitivement. Il y meurt des suites d'une maladie cardiaque le 5 janvier 1901.